# Huracà Sandy
L'huracà Sandy, el sistema tropical en diàmetre més gran registrat fins ara a l'Atlàntic, és un cicló tropical de final de temporada que ha afectat Jamaica, Cuba, Bahames, Haití, la República Dominicana i el litoral oriental dels Estats Units, arribant a la zona sud de la Regió dels Grans Llacs dels Estats Units, i al Canadà oriental. El 18è cicló tropical, 18a tempesta amb nom, i 10è huracà de la temporada d'huracans de l'Atlàntic de 2012, Sandy es va desenvolupar a partir d'una allargada ona tropical a l'oest del Mar Carib el 22 d'octubre. Es va convertir en una depressió tropical, que es va enfortir ràpidament, i va passar a ser una tempesta tropical sis hores després. Sandy es movia lentament cap al nord, cap a les Antilles Majors i es va anar reforçant gradualment.